# باشگاه ورزشی آسو
باشگاه ورزشی آسو (عربی: نادی أسو الریاضی، کردی: یانهٔ وه‌رزشی ئاسۆ) یک تیم فوتبال عراقی در اربیل که در دسته سه عراق و لیگ برتر کردستان بازی می‌کند.
آسو در فصل ۰۵–۲۰۰۴ در لیگ یک عراق بازی کرد.

## سابقه مدیریت
- کامران جبار
- سرمند عزیز
- امانج محمود